# Aïn Defla (província)
Aïn Defla é uma wilaya da Argélia, antes chamada por seu nome em francês Dupérée. Possui 766.013 habitantes (Censo 2008) e 4.885 km². Localiza-se ao norte do país, a sudoeste de Argel. A capital também se chama Ain Defla. 
A província contém 36 comunas. Possui enormes montanhas e terras agrícolas. Os principais produtos são: batata, pimenta, pimentão, cereja, laranja e figo.
As principais atrações turísticas são as ruínas romanas, além de eventos culturais e o festival da cereja, em junho.